# Jacobuskerk (Feerwerd)
De Jacobuskerk  is een middeleeuwse kerk aan de Valgeweg 3 in het dorp Feerwerd in de gemeente Westerkwartier in de Nederlandse provincie provincie Groningen. De kerk is eigendom van de Stichting Oude Groninger Kerken, is aangewezen als rustpunt en vormt sinds het begin een vast onderdeel van de jaarlijkse Zomerjazzfietstour. Ook worden er jaarlijks vele muziekoptredens gehouden.

## Bouwgeschiedenis
Bij de restauratie van 1992-93 werd bouw van de kerk gezien de dikte van de muren, het grote formaat van de kloostermoppen en het metselwerk geschat op het begin van de 13e eeuw. De parochie van Feerwerd wordt voor het eerst genoemd in 1283, toen het patronaatsrecht over verschillende goederen (waaronder Feerwerd) door de Abdij van Werden werd overgedragen aan de bisschop van Munster. De kerk was oorspronkelijk gewijd aan Jakobus de Meerdere.
De kerk had bij de bouw vermoedelijk 3 traveeën met evenveel rondboogvensters en gewelven. De afgekapte muraalbogen van de gewelven zijn nog te zien aan noord- en zuidzijde van de westtravee. Een andere aanwijzing voor de gewelven is het feit dat de muren naar buiten wijken, wat een gevolg kan zijn van de spatkrachten. De gewelven stortten later deels in. Het koor was vermoedelijk oorspronkelijk rechtgesloten en had waarschijnlijk ook een topgevel, maar dit is niet zeker omdat deze vrij dunne muur ook later kan zijn opgetrokken. In het midden van de westelijke travee zijn bij de restauratie van 1992-93 de resten van de sokkel (basement) van een waarschijnlijk 15e-eeuws doopvont teruggevonden.
In de 17e eeuw werden waarschijnlijk nieuwe gotische vensters uitgebroken tussen de oude romaanse vensters om meer licht te verkrijgen. In die tijd speelden meerdere twisten tussen de eigenaren van de Aldringaborg en de Luursemaheerd bij Feerwerd, onder andere over het torenuurwerk.
De kerk had oorspronkelijk waarschijnlijk een vrijstaande toren met zadeldak, waarvan de klok uit 1466 van Hendrick Kokenbacker met opschrift Maria bin ik geheten, de van Fervert lete mi gheten draagt. Deze klok werd in 1697 aan Oostum verkocht. Volgens een volksverhaal zou de klok echter bij een conflict tussen de Feerwerders en de Oostumers door de laatsten als oorlogsbuit meegenomen zijn naar dit dorp. De vrijstaande toren werd toen mogelijk vervangen door een houten dakruiter met een koepeltje op de westpunt van het dak van de kerk. In 1826 werd hierin een nieuwe klok van Petit en Fritsen gehangen.
In 1859 werd de kerk sterk verbouwd. De oost- en westgevel werden toen vernieuwd, het dak werd verlaagd en de kerk werd gepleisterd. Waarschijnlijk werden toen ook de 17e-eeuwse vensters weer dichtgezet en de oorspronkelijke vensters vergroot naar beneden en voorzien van houten harnassen, maar dit kan ook al eerder zijn gebeurd. De lisenen die in 1859 samen met het pleisterwerk werden aangebracht komen niet overeen met de oorspronkelijke indeling in traveeën. Mogelijk werd bij deze verbouwing ook de huidige zoldering aangebracht. Een van de belangrijkste wijzigingen was echter de nieuwe westtoren met achtkante ingesnoerde spits en windhaan, die ter vervanging van de dakkapel werd geplaatst. Omdat de toren deels op het oude fundament van de kerk werd geplaatst, begon deze al snel over te hellen.
In 1882 stortte de klok naar beneden, waarna een jaar later een nieuwe klok werd teruggehangen met een diameter van ongeveer 71 cm, die werd gegoten door Van Bergen uit Midwolda. Deze klok werd echter in maart 1943 gestolen door de Duitse bezetter en vervolgens omgesmolten. In 1950 werd de toren daarom voorzien van een nieuwe klok van (Jacobus) Van Bergen. Het huidige torenuurwerk werd in 1929 geplaatst. In de jaren 1960 helde de toren zover over dat deze in 1968 hersteld moest worden. Daarbij werden tevens de leistenen dakpannen op het dak vervangen door dakleer.
In 1977 werd de kerk eigendom van de Stichting Oude Groninger Kerken. Deze liet de kerk tussen 1992 en 1993 restaureren. De kerk werd daarbij ontdaan van de klimop die de kerk deels had overwoekerd en ook het interieur werd op punten aangepast. Zo werden de oude kachels verwijderd en de vloer en de pleisterlaag werden vernieuwd. Onder de pleisterlaag werden de oude noord- en zuidingang en een aantal lage vensters teruggevonden, die echter weer onder een nieuwe pleisterlaag werden bedekt.

## Inventaris
De preekstoel, de avondmaalstafel en een herenbank dateren uit de 17e eeuw. De preekstoel heeft als onderstel een Toscaanse zuil met daarboven een kuip met gecanneleerde halfzuiltjes. In de 19e eeuw werd het kerkinterieur vernieuwd. Het huidige gietijzeren doophek werd toen geplaatst rond de preekstoel en ook de kerkbanken en het loze orgelfront dat moet verhullen dat de kerk geen orgel heeft stammen uit die tijd. De avondmaalstafel kreeg later een nieuw tafelblad.
Bij de kerk horen verder 2 collectebussen (waarvan een uit de 19e eeuw) en 2 avondmaalsbekers: een door Reinder Alberda in 1663 geschonken beker met de wapens van Alberda en Ripperda (nu in het Groninger Museum) en een uit 1895 (destijds aangekocht door de kerkvoogdij).

## Graven
Onder de vloer ligt een grafkelder. Deze werd mogelijk de 16e eeuw door de familie Tayenghe aangelegd en kwam vervolgens begin 17e eeuw in handen van de familie Aldringa van de Aldringaborg. Boven de ingang werd door borgheer Popco Aldringa en zijn vrouw Petertien Broersema vervolgens een ingangssteen geplaatst met het opschrift Dit is de inganck van ioncke Aldringa kelder. en de alliantiewapens van dit echtpaar. De ingang werd in 1873 bedekt met een nieuwe houten vloer en werd in 1936 teruggevonden, waarbij drie kisten werden aangetroffen met de resten van Gerhard Aldringa, vrouwe Meint Aldringa en Popco Aldringa. Een van de schedels had een deuk of scheur in de schedel, die volgens een dokter veroorzaakt was door een sabelhouw. Sindsdien is de grafkelder weer zichtbaar in de kerkvloer.
Op de vloer voor de preekstoel liggen een aantal zerken van onder andere leden van de adellijke families van de Aldringaborg en de Luursemaheerd, waaronder enkele 16e-eeuwse en een grafzerk uit 1493 van Sicke Luersumma met de symbolen van de vier evangelisten.

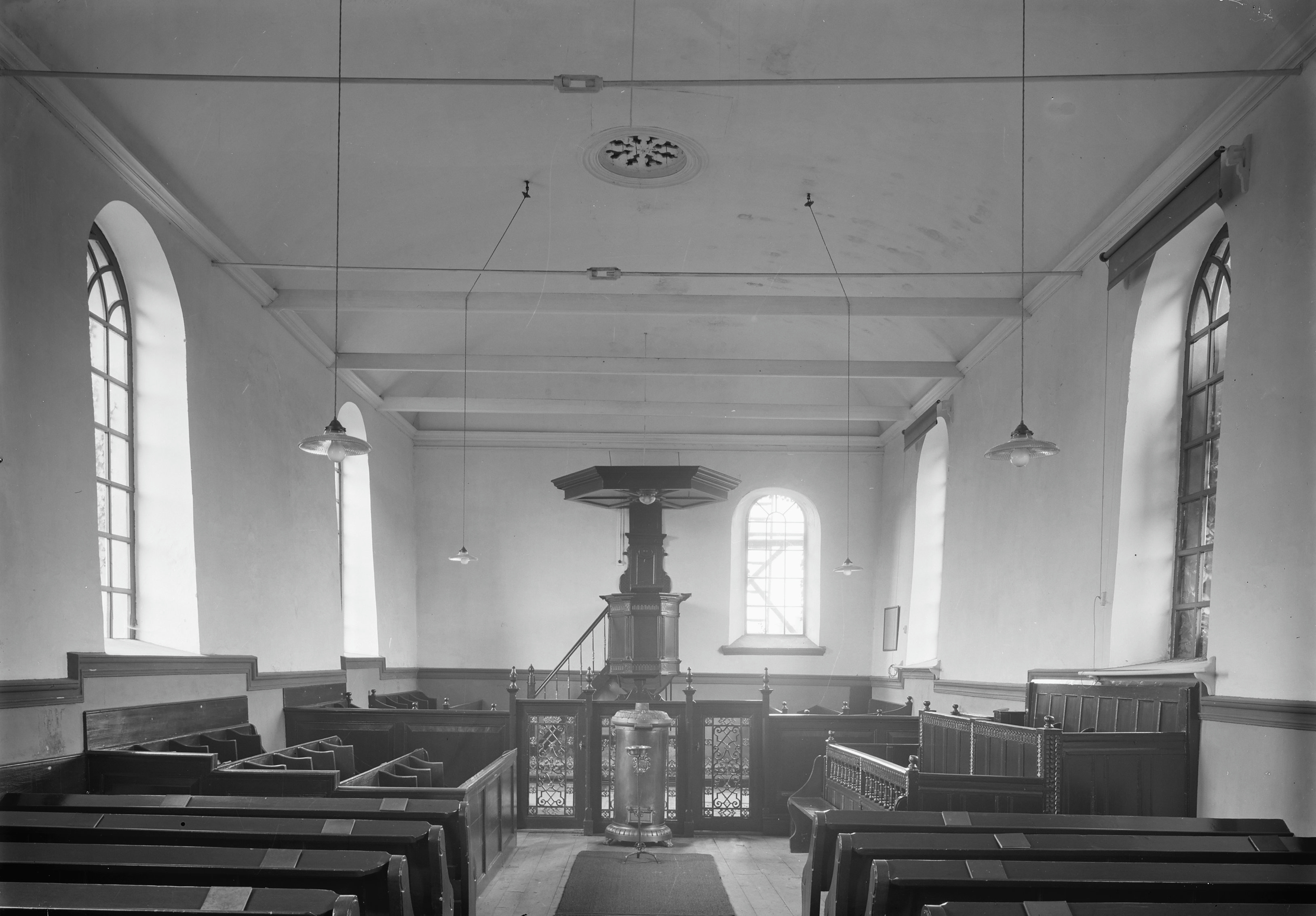
Interieur (1941)
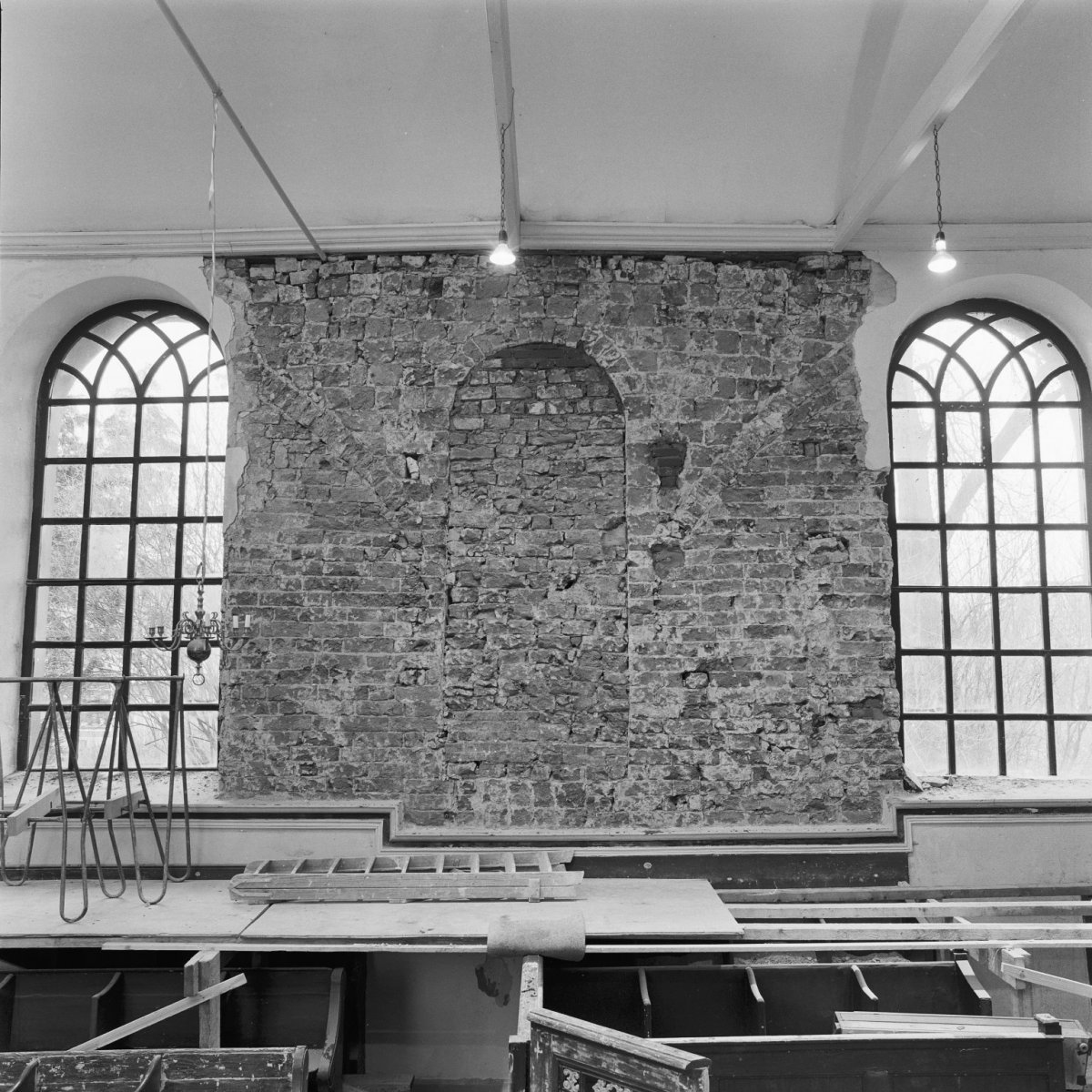
Muraalbogen van de vroegere gewelven en dichtgezet venster tijdens de restauratie van 1992-93
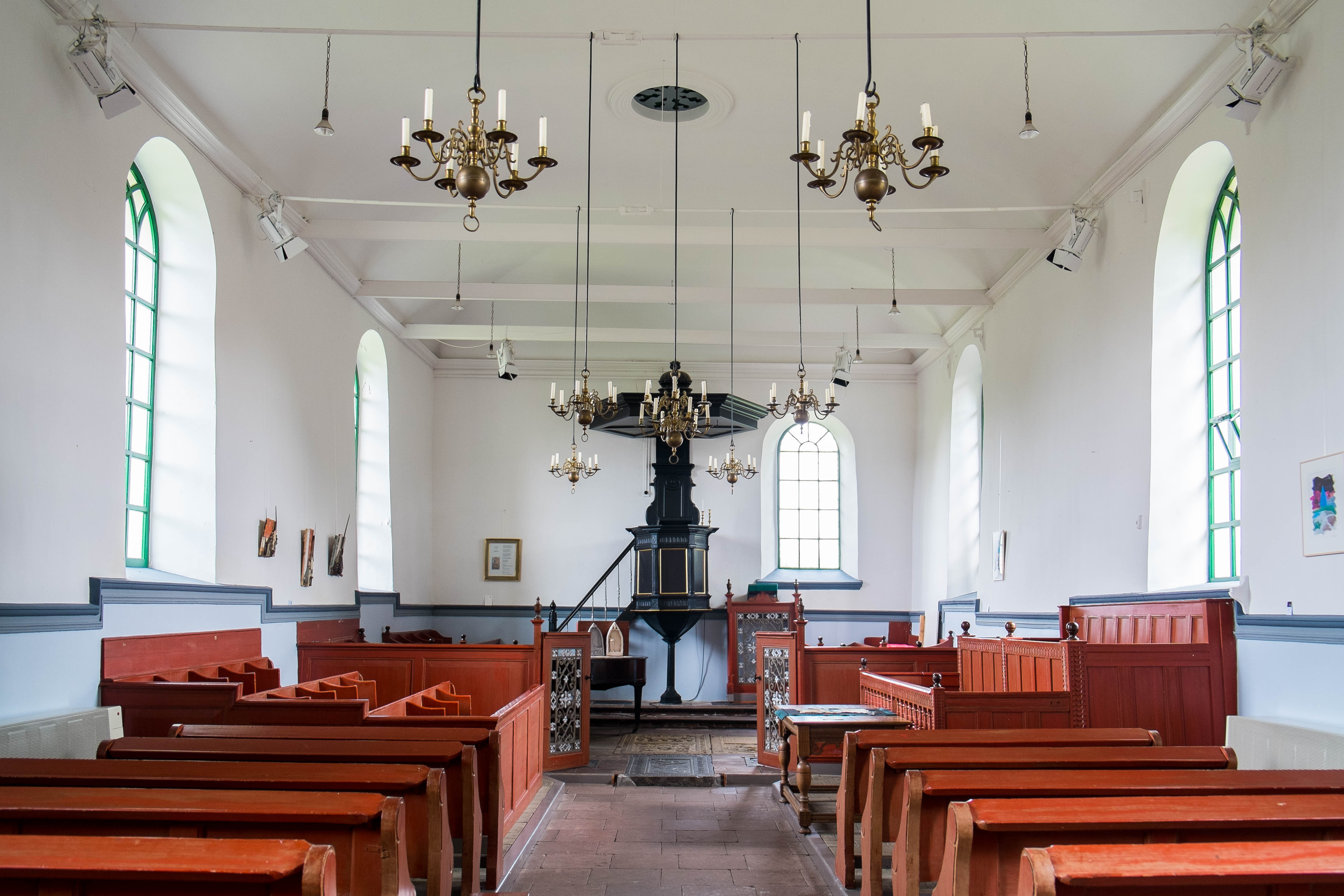
Interieur (2014)
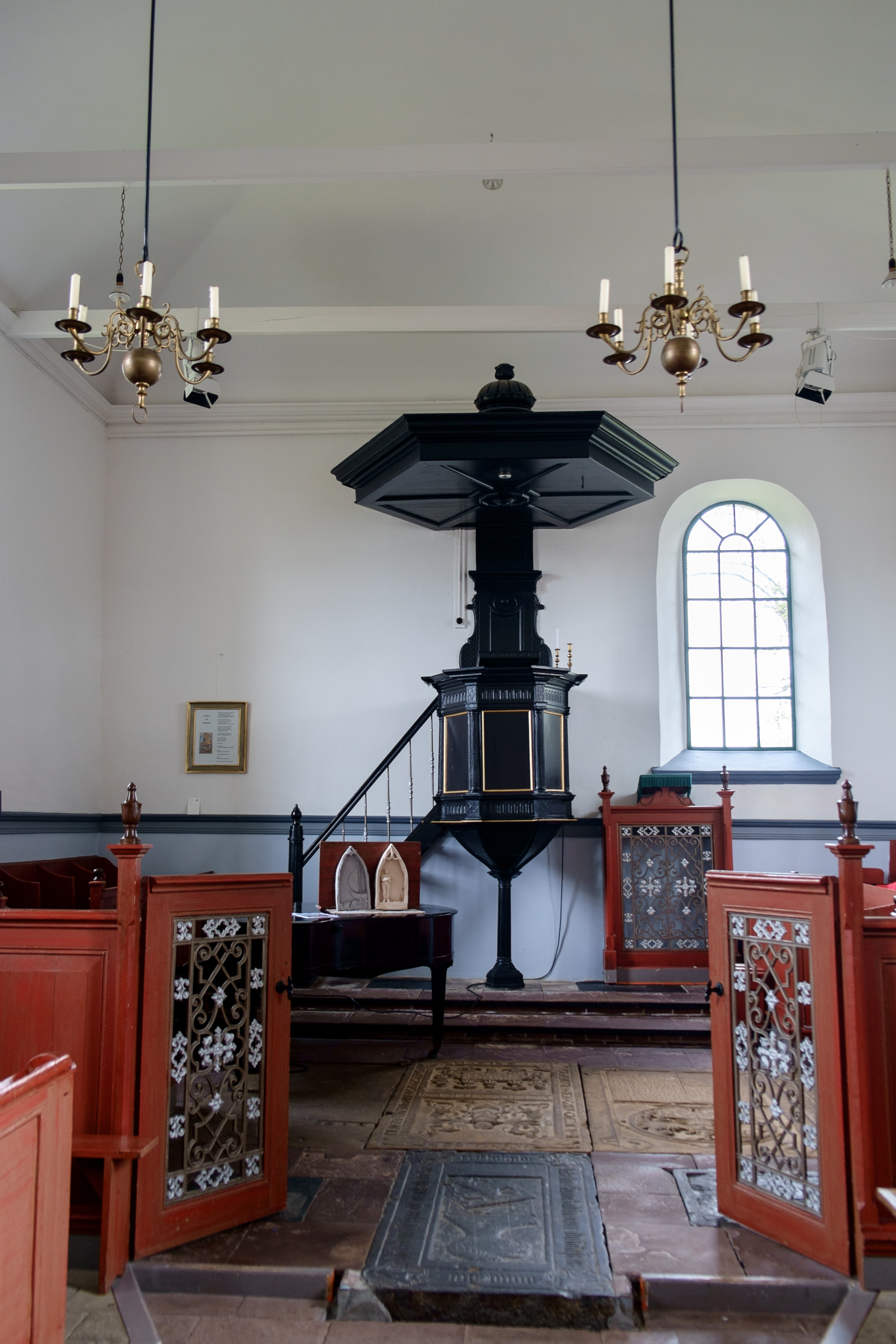
Dooptuin met kansel en zerken
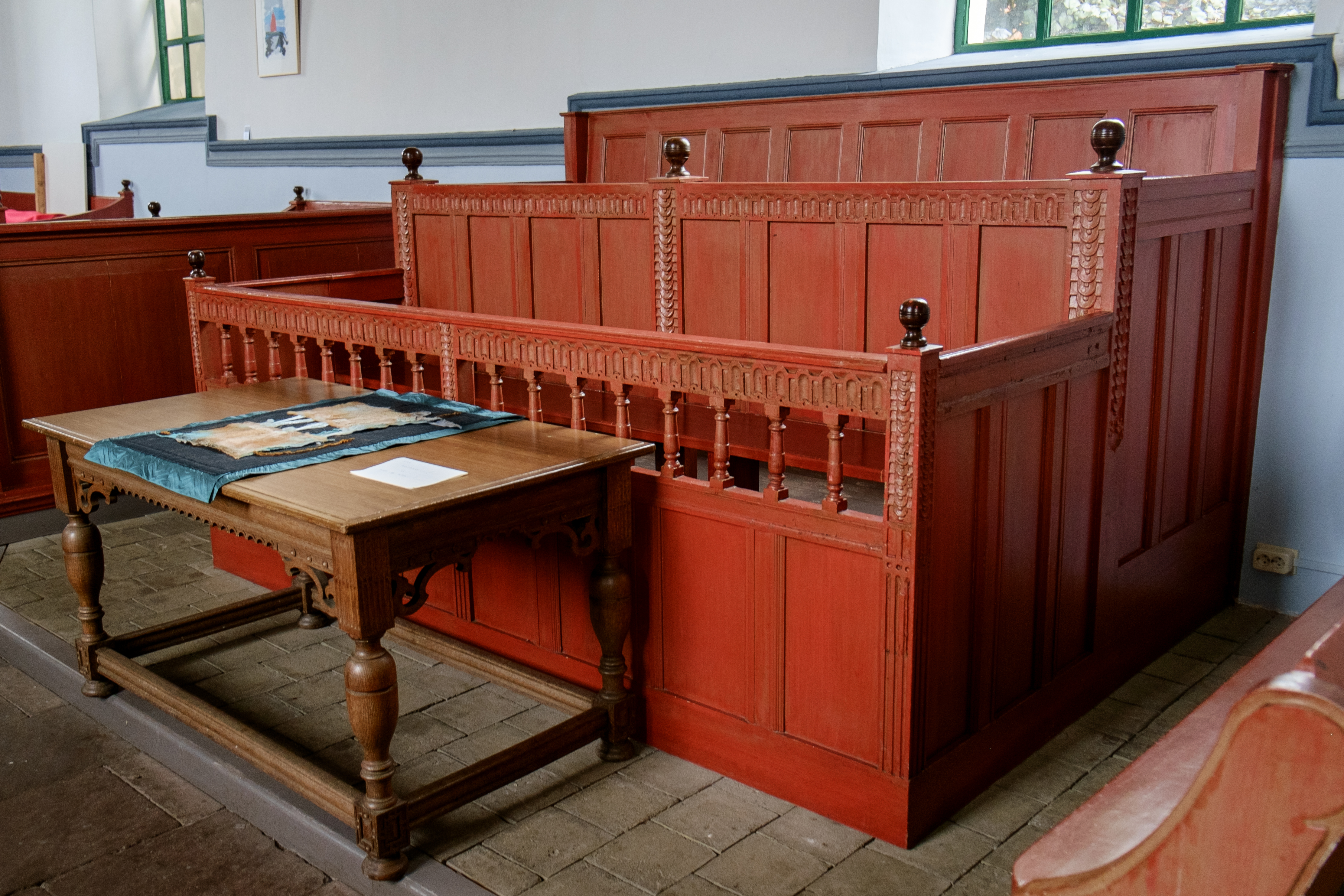
Herenbank
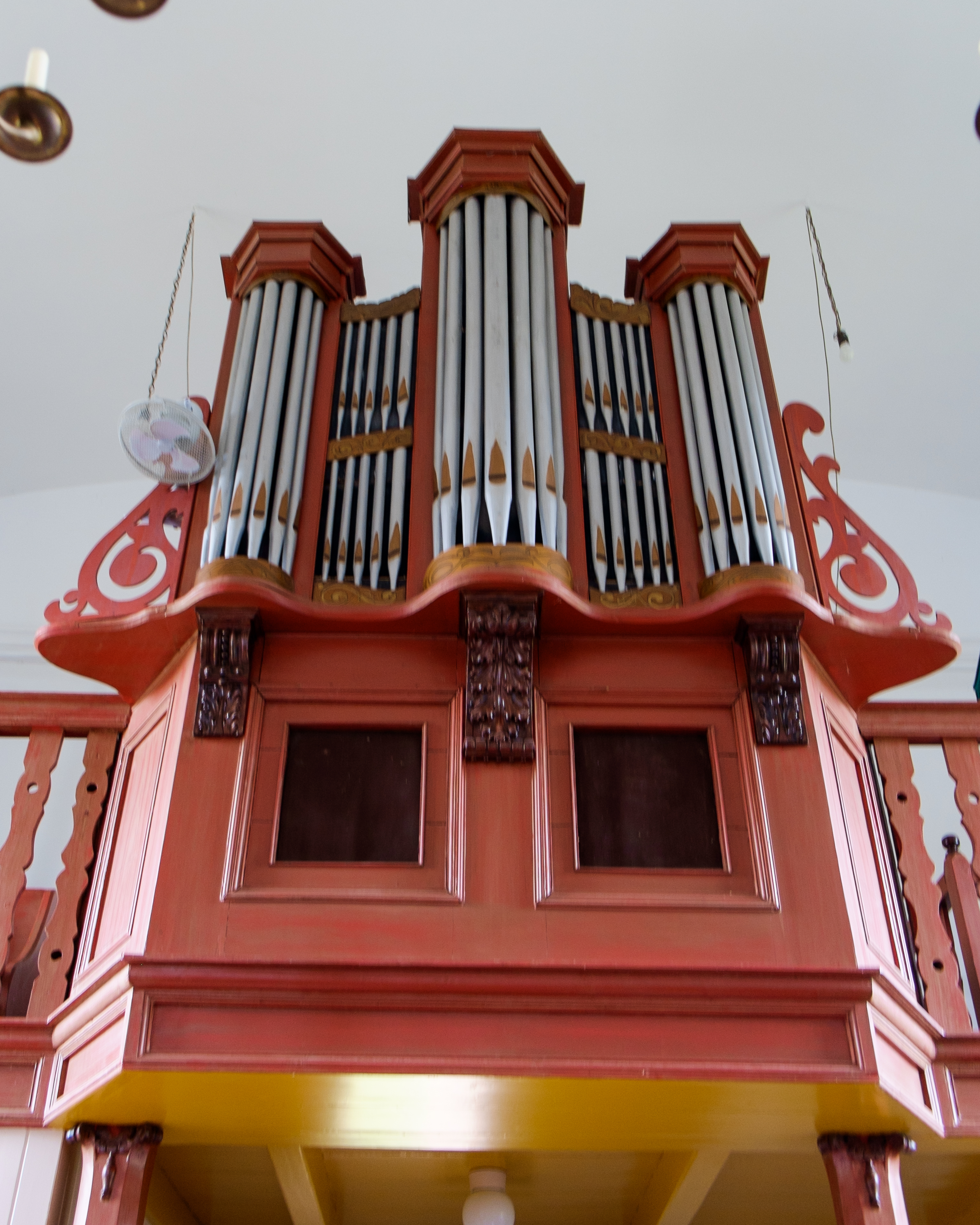
Leeg orgelfront
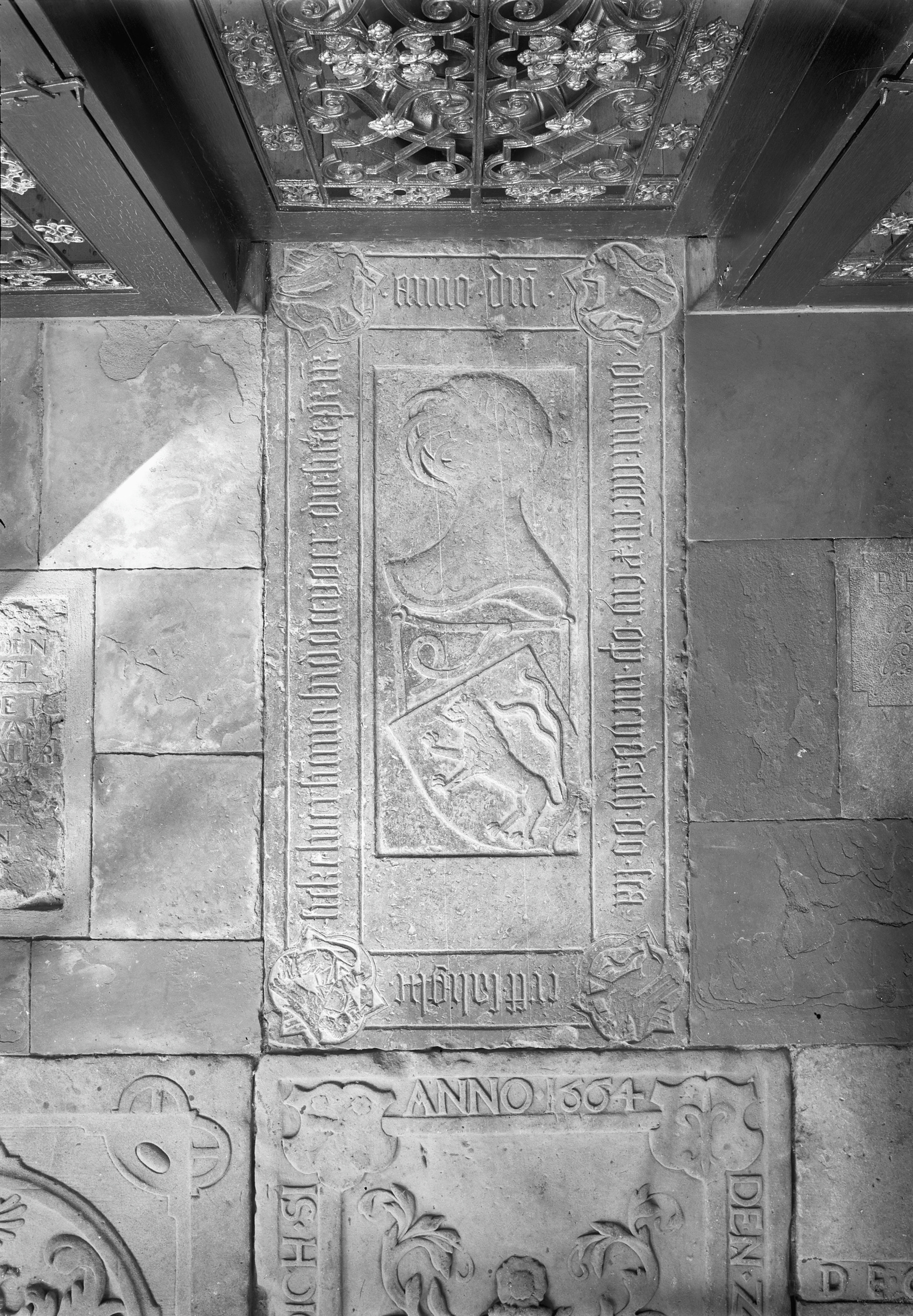
Zandstenen grafzerk uit 1491
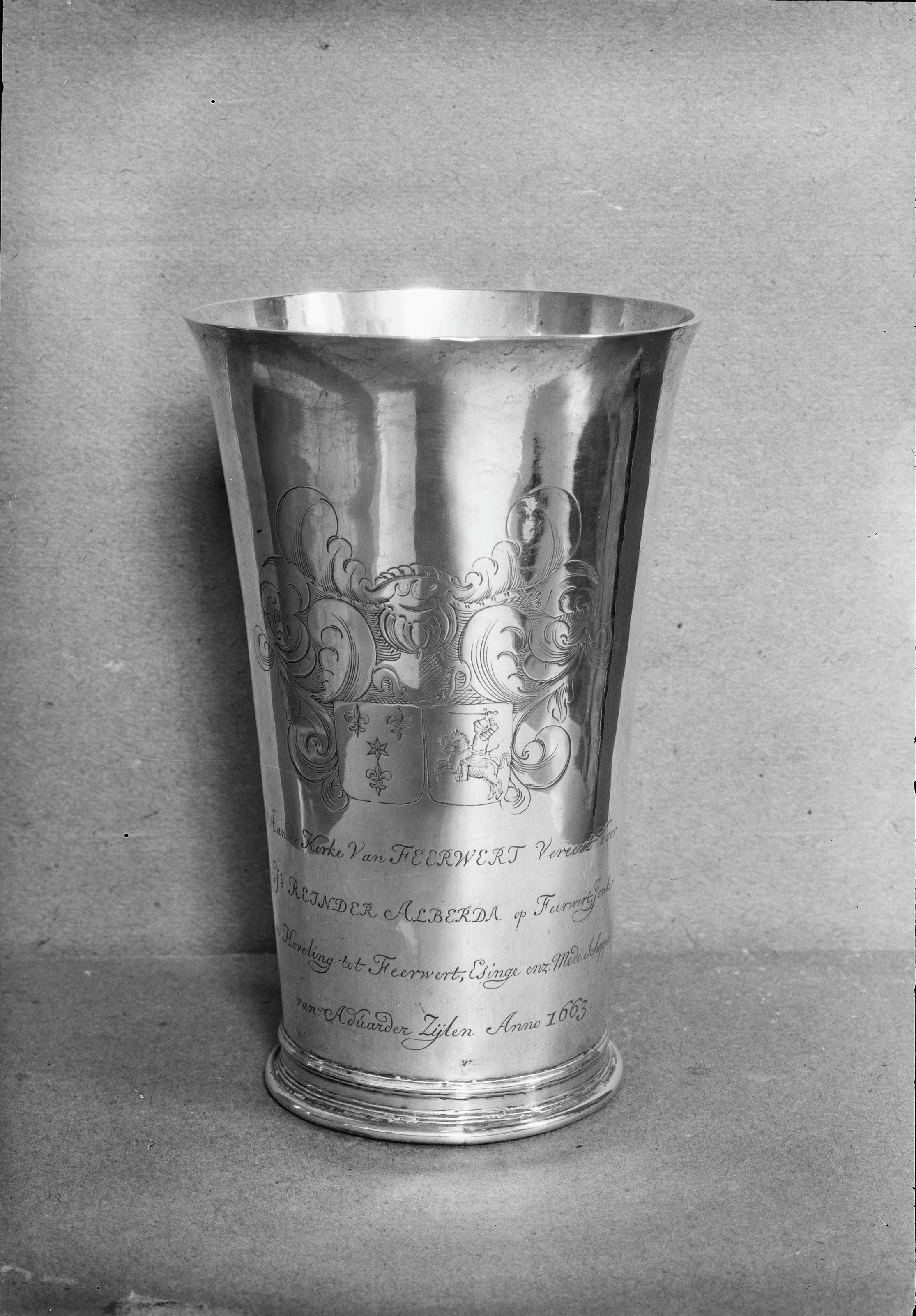
Avondmaalsbeker uit 1663